# グウェンドリン・テイラー
グウェンドリン・テイラー（Gwendoline Taylor、1987年11月2日 - ）は、ニュージーランドの女優。

## 出演作品
- スパルタカスIII ザ・ファイナル（シビル）